# Hashima (Gifu)
Hashima (羽島市 Hashima-shi?) es una ciudad en la prefectura de Gifu, Japón, localizada en la parte central de la isla de Honshū, en la región de Chūbu. Tenía una población estimada de 66 312 habitantes el 1 de septiembre de 2020 y una densidad de población de 1240 personas por km².

## Geografía
Hashima se encuentra en la llanura de Nōbi, en el suroeste de la prefectura de Gifu, con el río Kiso al este y el río Nagara al oeste. Gran parte del área de la ciudad es baja y está sujeta a inundaciones frecuentes.

### Clima
La ciudad tiene un  clima caracterizado por veranos cálidos y húmedos e inviernos suaves (Cfa en la clasificación climática de Köppen). La temperatura media anual en Hashima es de 15.5 °C. La precipitación media anual es de 1849 mm siendo septiembre el mes más húmedo. Las temperaturas son más altas en promedio en agosto, alrededor de 27.8 °C, y más bajas en enero, alrededor de 4.1 °C.
| Parámetros climáticos promedio de Hashima | Parámetros climáticos promedio de Hashima | Parámetros climáticos promedio de Hashima | Parámetros climáticos promedio de Hashima | Parámetros climáticos promedio de Hashima | Parámetros climáticos promedio de Hashima | Parámetros climáticos promedio de Hashima | Parámetros climáticos promedio de Hashima | Parámetros climáticos promedio de Hashima | Parámetros climáticos promedio de Hashima | Parámetros climáticos promedio de Hashima | Parámetros climáticos promedio de Hashima | Parámetros climáticos promedio de Hashima | Parámetros climáticos promedio de Hashima |
| Mes                                       | Ene.                                      | Feb.                                      | Mar.                                      | Abr.                                      | May.                                      | Jun.                                      | Jul.                                      | Ago.                                      | Sep.                                      | Oct.                                      | Nov.                                      | Dic.                                      | Anual                                     |
| ----------------------------------------- | ----------------------------------------- | ----------------------------------------- | ----------------------------------------- | ----------------------------------------- | ----------------------------------------- | ----------------------------------------- | ----------------------------------------- | ----------------------------------------- | ----------------------------------------- | ----------------------------------------- | ----------------------------------------- | ----------------------------------------- | ----------------------------------------- |
| Temp. máx. media (°C)                     | 8.2                                       | 9.2                                       | 12.7                                      | 18.6                                      | 23.3                                      | 26.4                                      | 30.3                                      | 32                                        | 27.8                                      | 22.3                                      | 16.8                                      | 11.2                                      | 19.9                                      |
| Temp. media (°C)                          | 4.1                                       | 4.9                                       | 7.9                                       | 13.6                                      | 18.4                                      | 22.3                                      | 26.4                                      | 27.8                                      | 23.8                                      | 17.7                                      | 12                                        | 6.8                                       | 15.5                                      |
| Temp. mín. media (°C)                     | 0.1                                       | 0.6                                       | 3.1                                       | 8.7                                       | 13.5                                      | 18.3                                      | 22.6                                      | 23.7                                      | 19.8                                      | 13.1                                      | 7.3                                       | 2.5                                       | 11.1                                      |
| Precipitación total (mm)                  | 75                                        | 84                                        | 124                                       | 169                                       | 177                                       | 260                                       | 252                                       | 168                                       | 236                                       | 139                                       | 94                                        | 71                                        | 1849                                      |
| Fuente:                                   |                                           |                                           |                                           |                                           |                                           |                                           |                                           |                                           |                                           |                                           |                                           |                                           |                                           |

## Historia
El área alrededor de Hashima era parte de la antigua provincia de Mino. Durante el período Edo, la mayor parte del área se dividió entre el territorio bajo el control del dominio Owari y el territorio tenryō bajo el control directo del shogunato Tokugawa. Durante las reformas catastrales posteriores a la restauración Meiji, el área se organizó en el distrito de Hashima, Gifu. El 1 de julio de 1889, con el establecimiento del sistema de municipios modernos, se creó el pueblo de Takenohana. El 1 de abril de 1954, Takenohana se fusionó con nueve aldeas vecinas para formar la ciudad de Hashima.

## Economía
Hashima es un centro comercial regional, con agricultura e industria ligera, en particular la de telas que dominan la economía local.

## Demografía
Según los datos del censo japonés, población de Hashima ha aumentado constantemente en los últimos 40 años.
| Gráfica de evolución demográfica de Hashima entre 1940 y 2015 |
|                                                               |
| Oficina de Estadística de Japón                               |